# And Soon the Darkness
And Soon the Darkness (bra: Viagem do Medo;; prt: E a Noite a Cair) é um filme de género thriller-horror, dirigido por Marcos Efron, com participação de Karl Urban, Amber Heard e Odette Yustman.
Este é um remake do filme de mesmo nome britânico de 1970.

## Elenco
- Amber Heard - Stephanie
- Karl Urban - Michael
- Odette Yustman - Ellie
- Gia Mantegna - Camila
- Adriana Barraza - Rosamaria
- Michel Noher - Chucho
- César Vianco - Calvo
- Maria Salome Cari - faxineira
- Matias Paz Conde
- Andrea Verdun
- Luis Sabatini
- Nicolas Dolensky
- Hugo Miranda
- Walter Pena
- Javier Luna
- Esteban Pastrana
- Daniel Figuereido
- Jorge Booth